# Athlon 64 X2
L'Athlon 64 X2 è il nome della prima CPU dual Core prodotto da AMD a partire dal 2005.

## Caratteristiche

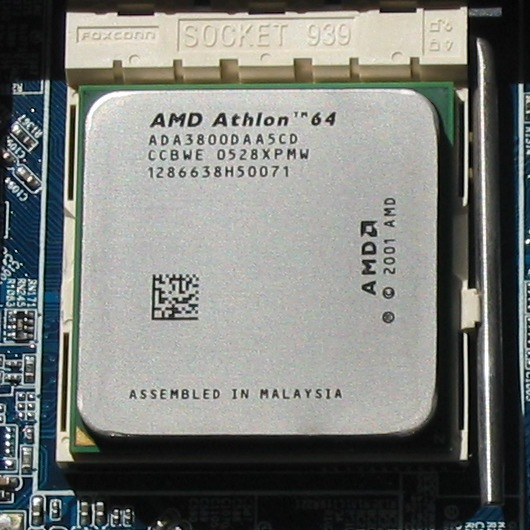
Foto di un Athlon 64 X2 E6 3800+

Deriva dall'Athlon 64 ed è stata prodotta per Socket 939 e AM2; riprende quindi l'architettura (K8), anche se in fase di sviluppo venne denominata K9. Dal punto di vista tecnico si realizzò l'unione di due core Athlon 64 all'interno di un unico die con l'integrazione di unità di controllo addizionali. Essi condividono un controller di memoria (memory controller) dual channel di tipo DDR o DDR2 rispettivamente per le cpu Socket 939 e Socket AM2. Per entrambi i core la cache L1 consta sempre di 128 KiB (64 per i dati e 64 per le istruzioni) mentre la L2 può avere 512 KiB oppure 1024 KiB, così come avviene per gli Athlon 64 single core.
L'architettura prevede inoltre che le comunicazioni tra i due core avvengano utilizzando il System Request Interface (SRI), il cui compito è quello di inviare al core disponibile in un preciso momento una particolare richiesta di elaborazione. Tutto il processo avviene all'interno del die del processore, senza dover in nessun modo accedere al bus esterno al processore, l'HyperTransport. Questo schema è nettamente più prestante ed efficiente rispetto ad una comunicazione esterna mediante BUS; quest'ultimo infatti può causare un collo di bottiglia a causa della maggior latenza e della minor banda passante. Un'implementazione di quest'ultimo schema la si trova ad esempio nell'architettura del Pentium D.

## CPU Core

### Manchester (90 nm SOI)
Dual-core CPU
- CPU-Stepping: E4
- L1-Cache: 64 + 64 KiB (Dati + Istruzioni), per core
- L2-Cache: 512 KiB a piena velocità, per core
- MMX, Extended 3DNow!, SSE, SSE2, SSE3, AMD64, Cool'n'Quiet, NX-Bit
- Socket 939, HyperTransport (1000 MHz, HT2000)
- VCore: 1.30 V - 1.35 V
- Consumo energetico (TDP): 89 Watt max (4600+: 110 Watt max)
- Primo rilascio: 1º agosto 2005
- Clockrate[1]:: 2000 - 2400 MHz
  - 3800+: 2000 MHz (ADA3800DAA5BV)
  - 4200+: 2200 MHz (ADA4200DAA5BV)
  - 4600+: 2400 MHz (ADA4600DAA5BV)

### Toledo (90 nm SOI)
Dual-core CPU
- CPU-Stepping: E6
- L1-Cache: 64 + 64 KiB (Dati + Istruzioni), per core
- L2-Cache: 512 o 1024 KiB a piena velocità, per core
- MMX, Extended 3DNow!, SSE, SSE2, SSE3, AMD64, Cool'n'Quiet, NX-Bit
- Socket 939, HyperTransport (1000 MHz, HT2000)
- VCore: 1.30 V - 1.35 V
- Consumo energetico (TDP): 110 Watt max (4400+: 89 o 110 Watt dipende dalla versione)
- Primo rilascio: 21 aprile 2005
- Frequenza di clock: 2000 - 2400 MHz
  - 512 KiB L2-Cache:
    - 3600+: 1800 MHz
    - 3800+: 2000 MHz
    - 4200+: 2200 MHz
    - 4600+: 2400 MHz

  - 1024 KiB L2-Cache:
    - 4400+: 2200 MHz
    - 4800+: 2400 MHz

### Windsor (90 nm SOI)
- CPU-Stepping: F2, F3
- L1-Cache: 64 + 64 KiB (Dati + Istruzioni), per core
- L2-Cache: 256, 512 or 1024 KiB a piena velocità, per core
- MMX, Extended 3DNow!, SSE, SSE2, SSE3, AMD64, Cool'n'Quiet, NX-Bit, AMD-Virtualization
- Socket AM2, HyperTransport (1000 MHz, HT2000)
- VCore: 1.25 V - 1.35 V
- Consumo energetico (TDP): 35 Watt (3800+ EE SFF), 65 Watt (dal 3600+ al 5200+ EE), 89 Watt (dal 3800+ al 6000+), 125 Watt (dal 6000+)
- Primo rilascio: 23 maggio 2006
- Frequenza di clock: 2000 MHz - 3200 MHz
  - 256 KiB L2-Cache:
    - 3600+: 2000 MHz

  - 512 KiB L2-Cache: (spesso erroneamente chiamato core Brisbane)
    - 3800+: 2000 MHz
    - 4200+: 2200 MHz
    - 4600+: 2400 MHz (F2/F3)
    - 5000+: 2600 MHz (F2/F3)
    - 5400+: 2800 MHz (F3)

  - 1024 KiB L2-Cache:
    - 4000+: 2000 MHz (AD04000IAA5DD)
    - 4400+: 2200 MHz (AD04400IAA5DD)
    - 4800+: 2400 MHz (AD04800IAA5DD)
    - 5200+: 2600 MHz (F2/F3)
    - 5600+: 2800 MHz (F3)
    - 6000+: 3000 MHz (F3)
    - 6400+: 3200 MHz (F3)

### Brisbane (65 nm SOI)
- CPU-Stepping: G1, G2
- L1-Cache: 64 + 64 KiB (Dati + Istruzioni), per core
- L2-Cache: 512 KiB a piena velocità, per core
- MMX, Extended 3DNow!, SSE, SSE2, SSE3, AMD64, Cool'n'Quiet, NX-Bit, AMD-Virtualization
- Socket AM2, HyperTransport (1000 MHz, HT2000)
- VCore: 1.25 V - 1.35 V (eccetto il 6000+ che arriva a 1.4 V)
- Superficie del Die: 126 mm²
- Consumo energetico (TDP): 65 Watt, 89 Watt (5800+ e 6000+)
- Primo rilascio: 5 dicembre 2006
- Frequenza di clock: 1900 MHz - 3100 MHz
  - 3600+: 1900 MHz (G1)
  - 4000+: 2100 MHz (G1)
  - 4200+: 2200 MHz (G1/G2)
  - 4400+: 2300 MHz (G1/G2)
  - 4600+: 2400 MHz (G2)
  - 4800+: 2500 MHz (G1/G2)
  - 5000+: 2600 MHz (G1/G2)
  - 5200+: 2700 MHz (G1/G2)
  - 5400+: 2800 MHz (G2)
  - 5600+: 2900 MHz (G2)
  - 5800+: 3000 MHz (G2)
  - 6000+: 3100 MHz (G2)

## Athlon X2
Il numero '64' è stato tolto a partire dalla serie BE-2XX0 (sempre basata sul core Brisbane); dopo qualche mese è avvenuto lo stesso anche per la serie precedente con numerazione XX00+ ed anche la più recente 4X50e (2008) ne è ovviamente priva. La ragione è che la campagna marketing improntata sul supporto delle istruzioni x86 a 64 bit voluta inizialmente da AMD ha perso via via significato dopo l'avvento delle CPU dual core.
I processori delle serie BE-2XX0, 4X50e e 5X50e grazie al loro basso TDP sono particolarmente indicati per sistemi a bassissimo consumo nonché per sistemi dedicati all'Home theater (HTPC).
Lo stepping G2 ha apportato un nuovo affinamento del processo produttivo con un ulteriore incremento della già ottima efficienza energetica e termica del core G1.

### Brisbane (65 nm SOI)
- CPU-Stepping: G1, G2
- L1-Cache: 64 + 64 KiB (Dati + Istruzioni), per core
- L2-Cache: 512 KiB a piena velocità, per core
- MMX, Extended 3DNow!, SSE, SSE2, SSE3, AMD64, Cool'n'Quiet, NX-Bit, AMD-Virtualization
- Socket AM2, HyperTransport (1000 MHz, HT2000)
- VCore: 1.15 V - 1.25 V
- Superficie del Die: 118 mm²
- Consumo energetico (TDP): 45 Watt
- Primo rilascio: 1º giugno 2007
- Frequenza di clock: 1900 MHz - 2600 MHz
  - BE-2300: 1900 MHz (G1)
  - BE-2350: 2100 MHz (G1/G2)
  - BE-2400: 2300 MHz (G2)
  - 4050e: 2100 MHz (G2) (Aprile 2008)
  - 4450e: 2300 MHz (G2) (Aprile 2008)
  - 4850e: 2500 MHz (G2) (Marzo 2008)
  - 5050e: 2600 MHz (G2) (Ottobre 2008)